# Масимов, Саяд Наги оглы
Саяд Наги оглы Масимов (1929, село Качагани, Марнеульский район, ССР Грузия — неизвестно, село Качагани, Марнеульский район, Грузинская ССР) — звеньевой колхоза «Социализм» Марнеульского района, Грузинская ССР. Герой Социалистического Труда (1949).

## Биография
Родился в 1929 году в азербайджанской крестьянской семье в селе Качагани Марнеульского района. После окончания местной сельской школы трудился в колхозе «Социализм» Марнеульского района. В послевоенные годы — звеньевой табаководов в этом же колхозе.
В 1948 году звено под его руководством собрало в среднем с каждого гектара по 31,9 центнера листьев табака сорта «Трапезонд» на участке площадью 3 гектара. Указом Президиума Верховного Совета СССР от 5 августа 1949 года удостоен звания Героя Социалистического Труда за «получение высоких урожаев кукурузы и табака в 1948 году» с вручением ордена Ленина и золотой медали «Серп и Молот» (№ 4227).
Этим же указом званием Героя Социалистического Труда был награждён труженик колхоза «Социализм» звеньевой Сади Акперович Алиев (лишён звания в 1954 году).
За выдающиеся трудовые достижения по итогам работы 1949 года награждён вторым Орденом Ленина.
В последующем трудился в местной школе. После выхода на пенсию проживал в родном селе Качагани Марнеульского района. Дата смерти не установлена.

## Память
В селе Кагачани установлен памятный знак в честь Саяда Наги оглы Масимова.

## Награды
- Герой Социалистического Труда
- Орден Ленина — дважды (1949; 03.07.1950)